# Долно-Камарци
Долно-Камарци (болг. Долно Камарци) — село в Болгарии. Находится в Софийской области, входит в общину Горна-Малина. Население составляет 408 человек (2022).

## Политическая ситуация
В местном кметстве Долно-Камарци, в состав которого входит Долно-Камарци, должность кмета (старосты) исполняет Силвия Николова Нарлийска-Кацарова (Болгарская социал-демократия (БСД)) по результатам выборов.
Кмет (мэр) общины Горна-Малина — Емил Христов Найденов Болгарская социалистическая партия (БСП) по результатам выборов.